# Sulunäshornsfågel
Sulunäshornsfågel (Anthracoceros montani) är en akut utrotningshotad fågel i familjen näshornsfåglar inom ordningen härfåglar och näshornsfåglar.

## Utseende och läten
Sulunäshornsfågeln är en svartaktig, 70 cm lång näshornsfågel med helvit stjärt. Den är svart på både näbb och kask, liksom den bara huden runt ögat och små fläckar vid näbbroten. Ovansidan är mörkt grönaktig. Ögonen är gräddvita hos hanen, mörkbruna hos honan. Bland lätena hörs högljudda kackel och skrik.

## Utbredning och status
Fågeln förekommer enbart i Suluarkipelagen (öarna Jolo, Tawitawi och Sanga Sanga). Från att ha varit vanlig till mycket vanlig på slutet av 1800-talet har den minsakt mycket kraftigt och återfinns idag med säkerhet endast på Tawitawi. Idag uppskattas världspopulationen till högst 50 vuxna individer. Internationella naturvårdsunionen IUCN kategoriserar den därför som akut hotad.

## Namn
Fågelns vetenskapliga artnamn hedrar franske antropologen och upptäcktsresande Joseph Montano.